# 凤来镇 (遂宁市)
凤来镇，原是中华人民共和国四川省遂宁市射洪市曾经下辖的一个镇。2019年9月，撤销凤来镇，将其所属行政区域划归金家镇管辖。

## 行政区划
凤来镇撤销前下辖以下地区：
倪桥社区、富丰社区、倪家桥村、红旗村、李田村、大石咀村、张家沟村、康乐村、仓房村、圣寿村、天井沟村、龙泉寺村、草庙村、双莲沟村、阴阳桥村、石盘咀村、槐花村和居家沟村。